# Otiothops goloboffi
Otiothops goloboffi is een spinnensoort uit de familie Palpimanidae. De soort komt voor in Argentinië.